# Dombóvár emléktábláinak listája
Ez a szócikk Dombóvár város emléktábláit mutatja be:
| Kép | Név/esemény                                                                 | Helyszín                                                                |
| --- | --------------------------------------------------------------------------- | ----------------------------------------------------------------------- |
|     | 1919-ben e házban dolgozott a szocialista-kommunista párt helyi vezetősége  | Szabadság utca                                                          |
|     | 1956-os Községi Forradalmi Bizottság megalakulása                           | Bezerédj utca                                                           |
|     | A világ megismerhető – magyar-eszperantó nyelvű emléktábla                  | Baross Gábor tér – Dombóvár vasútállomás falán a peronok felőli oldalon |
|     | Az első közvilágítási lámpák kigyulladásának 100. évfordulója               | Jókai Mór utca                                                          |
|     | Az eszperantó nyelv öregei                                                  | Tinódi Ház – Művelődési Ház                                             |
|     | Balázs György, Regula Antal és Schneider andrás gimnáziumi tanárok          | Illyés Gyula Gimnázium                                                  |
|     | Barátság emléktábla – eszperantó-magyar nyelvű                              | Hotel Európa szálló – Gunarasfürdő                                      |
|     | Baross Gábor miniszter                                                      | Baross Gábor tér – Dombóvár vasútállomás falán                          |
|     | Bálind József sportmenedzser                                                | Szuhay Sportcentrum – főbejárat                                         |
|     | Bártfai Attila kertészmérnök, eszperantista                                 | Rákóczi utcai egyházi temető ravatalozójának falán                      |
|     | Bíróság 100 éves fennállásának emlékére                                     | Hunyadi tér – Járásbíróság                                              |
|     | Blészer Jenő gimnáziumi tanár                                               | Illyés Gyula Gimnázium                                                  |
|     | Buzánszky Jenő labdarúgó, az Aranycsapat tagja                              | Fő utca – szülőháza falán                                               |
|     | Centenáriumi időkapszula                                                    | Illyés Gyula Gimnázium                                                  |
|     | Cziráky Magdolna                                                            | Illyés Gyula Gimnázium                                                  |
|     | Dombóvári I. világháborús hősök emlékére 1914-1918                          | Szabadság utca (a Városháza előtt)                                      |
|     | Dombóvári I. világháborús hősök névsora A-B                                 | Szabadság utca (a Városháza előtt)                                      |
|     | Dombóvári I. világháborús hősök névsora H-R                                 | Szabadság utca (a Városháza előtt)                                      |
|     | Dombóvári I. világháborús hősök névsora N-M                                 | Szabadság utca (a Városháza előtt)                                      |
|     | Dombóvári II. világháborús hősök névsora A-F                                | Szabadság utca (a Városháza előtt)                                      |
|     | Dombóvári II. világháborús hősök névsora G-L                                | Szabadság utca (a Városháza előtt)                                      |
|     | Dombóvári II. világháborús hősök névsora L-Sz                               | Szabadság utca (a Városháza előtt)                                      |
|     | Dombóvári II. világháborús hősök névsora Sz-Zs                              | Szabadság utca (a Városháza előtt)                                      |
|     | Dombóvári holokauszt emléktábla – A gettó                                   | Deák F. u.                                                              |
|     | Dombóvári holokauszt emléktábla – Az elhurcoltak                            | Deák F. u.                                                              |
|     | Dombóvári holokauszt emléktábla – Az elhurcoltak név szerint A-F            | Deák F. u.                                                              |
|     | Dombóvári holokauszt emléktábla – Az elhurcoltak név szerint F-K            | Deák F. u.                                                              |
|     | Dombóvári holokauszt emléktábla – Az elhurcoltak név szerint K-S            | Deák F. u.                                                              |
|     | Dombóvári holokauszt emléktábla – Az elhurcoltak név szerint S-W            | Deák F. u.                                                              |
|     | Dombóvári Ipartestület elesett kartársai emlékére                           | Rákóczi utcai temető ravatalozójában                                    |
|     | Dombóvári hősi halottak emléktáblája Újdombóváron                           | Petőfi tér, Miasszonyunk templom falán                                  |
|     | Dombóvári Pantheon emléktáblája                                             | Ivanich Üzletház                                                        |
|     | Dombóvári Pantheon I.                                                       | Ivanich Üzletház                                                        |
|     | Dombóvári Pantheon II.                                                      | Ivanich Üzletház                                                        |
|     | Dombóvár szervezett tűzvédelmének 135. évfordulójára – Dőry tűzoltólaktanya | Köztársaság utca -Tűzoltóság                                            |
|     | Dombóvári Mérföldkövek I.                                                   | Városháza                                                               |
|     | Dombóvári Mérföldkövek II.                                                  | Városháza                                                               |
|     | Dombóvári eszperantó mozgalom kezdeményezői                                 | Rákóczi utcai egyházi temető ravatalozójának falán                      |
|     | Egykori kereskedelmi kaszinó                                                | Ivanich üzletház                                                        |
|     | Emlékezzünk régiekről                                                       | Egyházi temető – sírkert                                                |
|     | Eszperantó gömb                                                             | Szent Orsolya-rendi Iskolaközpont                                       |
|     | Eszperantó Pantheon                                                         | Rákóczi u. Egyházi temető                                               |
|     | Eszperantó sík                                                              | Tinódi Ház – Művelődési Ház (Net Club)                                  |
|     | Evangélikus Egyház emléktáblája 1                                           | Tinódi Ház mellett                                                      |
|     | Evangélikus Egyház emléktáblája 2                                           | Tinódi Ház mellett                                                      |
|     | Farkasdi András esperes, apát és plébános                                   | Arany János tér – plébánia fala                                         |
|     | Fehérvári Lajos gimnáziumi tanár                                            | Illyés Gyula Gimnázium                                                  |
|     | Fekete István Múzeum emléktáblája                                           | Fekete István Múzeum                                                    |
|     | Fekete Antal emléktáblája                                                   | Fekete István Múzeum                                                    |
|     | Fetter Károly szobrászművész                                                | Rákóczi utcai temető déli oldalfalán                                    |
|     | Franjo Vlasic horvát bán                                                    | Bezerédj utca                                                           |
|     | Giesswein Sándor, a Magyar Országos Eszperantó Egyesület elnöke             | Rákóczi utcai egyházi temető ravatalozójának falán                      |
|     | Gömöry József gimnáziumi tanár                                              | Illyés Gyula Gimnázium                                                  |
|     | Grosz Keresztély, a templom első sekrestyésének emlékére                    | Petőfi Sándor tér – a Nagyboldogasszony templom falán                   |
|     | Gyenis Antal és Molnár György mártírok                                      | Szabadság utca                                                          |
|     | Hansel István gimnáziumi tanár                                              | Illyés Gyula Gimnázium                                                  |
|     | Hegedűs Alajos plébános                                                     | Arany János tér                                                         |
|     | Illyés Gyula költő, író                                                     | Szabadság utca 27.                                                      |
|     | Illés Gyula főjegyző, Illyés Gyula nagybátyja.                              | Rákóczi utcai temető déli oldalfalán                                    |
|     | Ivanich Antal vállalkozó                                                    | Ivanich Üzletház                                                        |
|     | Jádosi József gimnáziumi tanár                                              | Illyés Gyula Gimnázium                                                  |
|     | Kereszteletlenül meghalt kisgyermekek emlékére.                             | Rákóczi utca és Árpád utca kereszteződése                               |
|     | Kissler sörfőzde cégtábla                                                   | Búzavirág utca – kertváros                                              |
|     | Kodály Zoltán zeneszerző                                                    | Illyés Gyula Gimnázium                                                  |
|     | Kossuth-szoborcsoport emléktáblája                                          | Sziget erdő                                                             |
|     | Kovácsy Tibor gimnáziumi tanár                                              | Illyés Gyula Gimnázium                                                  |
|     | Lazar Ludwig Zamenhof emléktábla                                            | Tinódi Ház                                                              |
|     | Lazar Markovics Zamenhof emléktábla                                         | Illyés Gyula Gimnázium                                                  |
|     | Leskó László, író és költő                                                  | Fő utca – szülőháza falán                                               |
|     | Magda Tamás dr. tüdőbelgyógyász szakorvos                                   | Hunyadi tér – Tüdőgondozó falán                                         |
|     | Molnár György mártír                                                        | Árnyas utca                                                             |
|     | Molnár György mártír                                                        | Illyés Gyula Gimnázium                                                  |
|     | Mozdonyvezetők szakszervezete halottainak emlékére                          | Rákóczi utcai egyházi temető ravatalozójának falán                      |
|     | Pataki Ferenc és Szenes Hanna emléktáblája                                  | Tanuszoda falán                                                         |
|     | Pável Ágoston születése 100. évfordulójára                                  | Illyés Gyula Gimnázium                                                  |
|     | Péczely László dr. tanár                                                    | Illyés Gyula Gimnázium                                                  |
|     | Pörös Eszter középiskolai tanár, eszperantista                              | Rákóczi utcai egyházi temető ravatalozójának falán                      |
|     | Riesz József dr. a szegények orvosa                                         | Arany János tér                                                         |
|     | Rózsa Norbert olimpiai- világ- és Európa-bajnok úszó                        | Tanuszoda falán                                                         |
|     | Saguly Károly mérnök                                                        | Petőfi Sándor tér – templom és Saguly tér                               |
|     | Saguly Károly vasúti mérnök                                                 | Dombóvár, Szaguly tér.                                                  |
|     | Sáfár László dr. és dr. Sáfár Lászlóné gyermekorvosok                       | Hunyadi tér – Tüdőgondozó falán                                         |
|     | Sipos Gyula emléktáblája                                                    | Dombóvár-tüske, a volt kastély mellett.                                 |
|     | Szent Flórián-szobor táblája                                                | Erzsébet u. Szent Flórián-szobor mellett                                |
|     | Szepessy László költő, újságíró, gimnáziumi tanár                           | Erzsébet utca – szülőháza falán                                         |
|     | Széles Lajos feltaláló                                                      | Ady Endre utca                                                          |
|     | Ternai Jenőné gimnáziumi tanár                                              | Illyés Gyula Gimnázium                                                  |
|     | Tisztelet a múltnak                                                         | Egyházi temető – sírkert                                                |
|     | Tóth Aurél dr. gimnáziumi tanár                                             | Illyés Gyula Gimnázium                                                  |
|     | Veress József gimnáziumi tanár                                              | Illyés Gyula Gimnázium                                                  |
|     | Virágos Magyarországért 2000 emlékfája                                      | Hunyadi tér – Tinódi-szobor melletti parkosított terület                |
|     | Zádori József gimnáziumi tanár                                              | Illyés Gyula Gimnázium                                                  |

## Forrás
- Dombóváron található emléktáblák